# Nicolas Lombaerts
Nicolas Robert Christian Lombaerts (Brugge, 20 maart 1985) is een voormalig Belgische voetballer die bij voorkeur in de verdediging speelde. Zijn laatste contract tekende hij in maart 2017 voor drie jaar bij KV Oostende dat hem overnam van FK Zenit Sint-Petersburg voor circa €1,5 miljoen. Tussen 2006 en 2016 speelde hij af en toe in het Belgisch voetbalelftal.

## Spelerscarrière

### Jeugd
Nicolas Lombaerts werd geboren in Brugge en sloot zich op 6-jarige leeftijd aan bij Club Brugge. De verdediger doorliep alle jeugdreeksen en maakte deel uit van een sterke generatie bestaande uit Glenn Verbauwhede, Jason Vandelannoite, Thomas Matton en later ook Tom De Sutter. In zijn jeugdjaren speelde Lombaerts meermaals kampioen met zijn ploegmaats. In 2004 kreeg hij echter van sportief directeur Marc Degryse geen nieuw contractvoorstel.

### KAA Gent
De 19-jarige Lombaerts verhuisde daarop naar KAA Gent, waar hij een contract tekende voor twee seizoenen. Hij combineerde het voetbal in die dagen met studies rechten aan de Universiteit van Gent. In november 2004 werd zijn contract met twee jaar verlengd.
In het team van trainer Georges Leekens werd Lombaerts vanaf het seizoen 2005/06 een vaste waarde. Onder impuls van Mbark Boussoufa werd Gent dat seizoen vierde in de competitie. Nadien vertrok sterkhouder Boussoufa naar RSC Anderlecht, maar trok Gent met Bryan Ruiz een geschikte vervanger aan. Gent werd in 2007 opnieuw vierde in de competitie.

### Zenit Sint-Petersburg

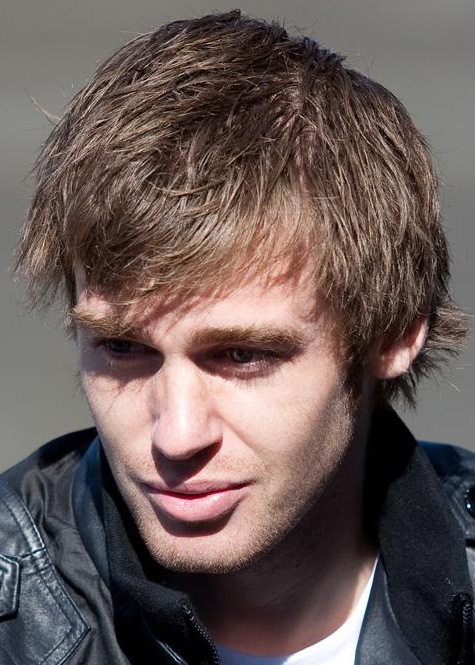
Lombaerts

In juli 2007 kreeg Lombaerts een lucratieve aanbieding van Zenit Sint-Petersburg. De verdediger zette zijn studies stop en verhuisde naar Rusland. Bij Zenit, dat toen geleid werd door de Nederlandse trainer Dick Advocaat, werd Lombaerts een ploegmaat van onder meer Andrej Arsjavin, Anatoli Tymosjtsjoek, Pavel Pogrebnjak, Igor Denisov en Konstantin Zyrjanov. Zenit betaalde ruim €4.000.000,- voor de linksvoetige verdediger. Hij kreeg er een contract voor 4 seizoenen.
In zijn eerste jaar in Rusland kwam Lombaerts 13 keer in actie en wist hij meteen twee keer te scoren. Hij werd dat jaar ook voor het eerst kampioen met Zenit, dit nadat dertien jaar de Russische titels verdeeld werden onder de clubs uit Moskou.
In april 2008 scheurde hij de kruisbanden van zijn linkerknie op training. Hij was nog herstellende van een knieblessure die hij opliet tegen Villareal in de Uefa Cup. Hij miste zo een groot deel van het seizoen. Ook toen Zenit in mei 2008 de UEFA Cup veroverde, was Lombaerts nog niet voldoende gerevalideerd. Enkele maanden later veroverde de Russische topclub ook de UEFA Super Cup. In januari 2009 ging Lombaerts opnieuw onder het mes.
In augustus 2009 toonde Standard Luik interesse in de verdediger, maar door zijn hoge looneisen kwam het nooit tot een transfer. In de daaropvolgende maanden veroverde Lombaerts zijn plaats terug in het eerste elftal van Zenit. In december 2009 werd de Italiaan Luciano Spalletti aangesteld als nieuwe coach.
In 2010 veroverde Lombaerts de dubbel in Rusland. Zenit won de titel met zes punten voorsprong op CSKA Moskou. In de finale van de beker wonnen Lombaerts en zijn ploegmaats met het kleinste verschil van Sibir Novosibirsk. Het daaropvolgende seizoen werd een overgangsjaar voor de Russische competitie, dat zich wat betreft speelschema aanpaste aan de rest van Europa. Zenit leed niet onder de veranderingen en werd ook in het seizoen 2011/12 kampioen van Rusland. In de zomer van 2012 trok Zenit met Axel Witsel een tweede Belg aan.
Tijdens de winterstop van het seizoen 2012/13 werd Lombaerts gelinkt aan een transfer naar Juventus en Tottenham. In augustus 2013 verlengde Lombaerts zijn contract bij Zenit tot medio 2018. Hier kwam hij in de volgende seizoenen steeds minder aan spelen toe.
Na 10 jaar verliet Lombaerts de Russische topclub. Zijn erelijst met Zenit is ronduit indrukwekkend: vier titels (2007, 2010, 2012 en 2015), 2 bekers (2010 en 2016), vier keer de Russische Supercup (2007, 2010, 2015 en 2016), de UEFA Cup (2008) en de Europese Supercup (2008). Lombaerts had nog één contractjaar bij Zenit.
In januari 2020 werd clubicoon Nicolas Lombaerts samen met Axel Witsel opgenomen in het elftal van het decennium bij de Russische topclub Zenit Sint-Petersburg. In dit elftal kregen ze gezelschap van doelman Vyacheslav Malafeev, Aleksandr Anyukov, Domenico Criscito, Branislav Ivanović, Anatoli Tymosjtsjoek, Danny, Andrey Arshavin, Hulk en Artem Dzyuba. Onder meer Ezequiel Garay en Aleksandr Kerzhakov haalden het elftal niet, maar kregen een eervolle vermelding.

### KV Oostende
Tijdens de winterstop van het seizoen 2016/17 werd Lombaerts gelinkt aan meerdere clubs van de Belgische Eerste Klasse. Lang leek het erop dat Marc Coucke en KV Oostende aan het langste eind zouden trekken maar trainer Mircea Lucescu stak daar een stokje voor. De kustploeg wanhoopte niet en wachtte gewoon het eind van het seizoen af. Op 23 maart werd officieel bevestigd dat Lombaerts de troepen van Yves Vanderhaeghe zou komen versterken.

## Statistieken
| Seizoen     | Club                  | Competitie    | Competitie | Competitie | Competitie | Beker | Beker | Beker | Internationaal | Internationaal | Internationaal | Totaal | Totaal | Totaal |
| Seizoen     | Club                  | Competitie    | Wed.       | Dlp.       | Ass.       | Wed.  | Dlp.  | Ass.  | Wed.           | Dlp.           | Ass.           | Wed.   | Dlp.   | Ass.   |
| ----------- | --------------------- | ------------- | ---------- | ---------- | ---------- | ----- | ----- | ----- | -------------- | -------------- | -------------- | ------ | ------ | ------ |
| 2004/05     | KAA Gent              | Eerste klasse | 13         | 0          | 0          | 1     | 0     | 0     | —              | —              | —              | 14     | 0      | 0      |
| 2005/06     | KAA Gent              | Eerste klasse | 31         | 1          | 1          | 3     | 0     | 0     | 6              | 0              | 0              | 40     | 1      | 1      |
| 2006/07     | KAA Gent              | Eerste klasse | 32         | 0          | 0          | 5     | 0     | 0     | 2              | 0              | 0              | 39     | 0      | 0      |
| Club Totaal | Club Totaal           | Club Totaal   | 76         | 1          | 1          | 9     | 0     | 0     | 8              | 0              | 0              | 93     | 1      | 1      |
| 2006/07     | Zenit Sint-Petersburg | Premjer-Liga  | 13         | 2          | 0          | 0     | 0     | 0     | —              | —              | —              | 13     | 2      | 0      |
| 2007/08     | Zenit Sint-Petersburg | Premjer-Liga  | 2          | 0          | 0          | 2     | 0     | 0     | 9              | 0              | 1              | 13     | 0      | 1      |
| 2008/09     | Zenit Sint-Petersburg | Premjer-Liga  | 15         | 2          | 0          | 0     | 0     | 0     | 2              | 0              | 0              | 17     | 2      | 0      |
| 2009/10     | Zenit Sint-Petersburg | Premjer-Liga  | 26         | 3          | 1          | 4     | 0     | 0     | 2              | 0              | 0              | 32     | 3      | 1      |
| 2010/11     | Zenit Sint-Petersburg | Premjer-Liga  | 40         | 1          | 2          | 2     | 0     | 0     | 8              | 1              | 0              | 50     | 2      | 2      |
| 2011/12     | Zenit Sint-Petersburg | Premjer-Liga  | 0          | 0          | 0          | 1     | 0     | 0     | 8              | 1              | 0              | 9      | 1      | 0      |
| 2012/13     | Zenit Sint-Petersburg | Premjer-Liga  | 22         | 0          | 0          | 3     | 0     | 0     | 10             | 0              | 1              | 35     | 0      | 1      |
| 2013/14     | Zenit Sint-Petersburg | Premjer-Liga  | 27         | 1          | 0          | 0     | 0     | 0     | 12             | 0              | 0              | 39     | 1      | 0      |
| 2014/15     | Zenit Sint-Petersburg | Premjer-Liga  | 24         | 0          | 1          | 1     | 0     | 0     | 12             | 0              | 0              | 37     | 0      | 1      |
| 2015/16     | Zenit Sint-Petersburg | Premjer-Liga  | 18         | 0          | 1          | 3     | 0     | 0     | 8              | 0              | 0              | 29     | 0      | 1      |
| 2016/17     | Zenit Sint-Petersburg | Premjer-Liga  | 8          | 0          | 0          | 2     | 0     | 0     | 5              | 0              | 0              | 15     | 0      | 0      |
| Club Totaal | Club Totaal           | Club Totaal   | 195        | 9          | 5          | 18    | 0     | 0     | 76             | 2              | 2              | 289    | 11     | 7      |
| 2017/18     | KV Oostende           | Eerste klasse | 30         | 1          | 0          | 3     | 0     | 0     | —              | —              | —              | 33     | 1      | 0      |
| 2018/19     | KV Oostende           | Eerste klasse | 22         | 0          | 1          | 4     | 0     | 1     | —              | —              | —              | 26     | 0      | 2      |
| Club Totaal | Club Totaal           | Club Totaal   | 52         | 1          | 1          | 7     | 0     | 1     | 0              | 0              | 0              | 59     | 1      | 2      |
| TOTAAL      | TOTAAL                | TOTAAL        | 323        | 11         | 7          | 34    | 0     | 1     | 84             | 2              | 2              | 441    | 13     | 10     |

## Nationale ploeg
Als jeugdspeler van Club Brugge kwam Lombaerts ook uit voor de nationale jeugdploegen van België. De linksvoetige verdediger nam in 2004 deel aan het EK onder 19 jaar in Zwitserland. België, dat naast Lombaerts ook over Jonathan Legear, Thomas Vermaelen en Björn Vleminckx beschikte, overleefde de groepsfase van het toernooi niet. Drie jaar later nam Lombaerts, die inmiddels bij KAA Gent speelde, ook deel aan het EK onder 21 jaar. Bondscoach Jean-François De Sart beschikte toen over een erg getalenteerde generatie bestaande uit onder meer Lombaerts, Vermaelen, Marouane Fellaini, Kevin Mirallas, Axel Witsel en Jan Vertonghen. De meesten onder hen zouden later de overstap maken naar het eerste elftal. België plaatste zich in Groep A samen met Nederland voor de halve finale. Daardoor mochten de Belgen een jaar later deelnemen aan de Olympische Spelen in Peking. Lombaerts miste het toernooi door een zware knieblessure en zag hoe de jonge Duivels zonder hem net naast een bronzen medaille grepen.
Op 11 mei 2006 maakte Lombaerts net als Stijn Stijnen, Pieter Collen, Nathan D'Haemers, Steven Defour, Tom Caluwé en Wim De Decker zijn debuut voor de Rode Duivels. Het was toenmalig bondscoach René Vandereycken die hem zijn eerste kans op het hoogste niveau gunde. België nam het toen op tegen Saoedi-Arabië, een duel dat met 2-1 gewonnen werd.
Op 12 oktober 2010 scoorde hij zijn eerste doelpunt voor de nationale ploeg. In een kwalificatieduel voor het EK 2012 tegen Oostenrijk kopte hij in de laatste minuut een hoekschop binnen. België kwam zo 4-3 voor, maar speelde uiteindelijk nog 4-4 gelijk na een late treffer van Martin Harnik. België wist zich uiteindelijk niet te plaatsen voor het EK. Op 6 september 2011 maakte Lombaerts zijn tweede goal voor de Rode Duivels. Hij maakte toen het enige doelpunt in een oefenwedstrijd tegen de Verenigde Staten. Zijn derde doelpunt maakte hij op 12 november 2014 in een vriendschappelijke wedstrijd tegen IJsland.
In 2014 haalde hij het WK in Brazilië, en speelde er de match tegen Zuid-Korea. In 2016 greep hij naast een selectie voor het EK, wegens blessureproblemen.

### Interlands
| Interlands van Nicolas Lombaerts     | Interlands van Nicolas Lombaerts | Interlands van Nicolas Lombaerts | Interlands van Nicolas Lombaerts | Interlands van Nicolas Lombaerts | Interlands van Nicolas Lombaerts |
| #                                    | Datum                            | Wedstrijd                        | Uitslag                          | Soort Wedstrijd                  | Doelpunten                       |
| Als speler van KAA Gent              | Als speler van KAA Gent          | Als speler van KAA Gent          | Als speler van KAA Gent          | Als speler van KAA Gent          | Als speler van KAA Gent          |
| ------------------------------------ | -------------------------------- | -------------------------------- | -------------------------------- | -------------------------------- | -------------------------------- |
| 1.                                   | 11 mei 2006                      | België - Saoedi-Arabië           | 2-1                              | Vriendschappelijk                | 0                                |
| Als speler van Zenit Sint-Petersburg |                                  |                                  |                                  |                                  |                                  |
| 2.                                   | 22 augustus 2007                 | België - Servië                  | 3-2                              | EK-kwalificatie 2008             | 0                                |
| 3.                                   | 13 oktober 2007                  | België - Finland                 | 0-0                              | EK-kwalificatie 2008             | 0                                |
| 4.                                   | 17 oktober 2007                  | België - Armenië                 | 3-0                              | EK-kwalificatie 2008             | 0                                |
| 5.                                   | 10 oktober 2009                  | België - Turkije                 | 2-0                              | WK-kwalificatie 2010             | 0                                |
| 6.                                   | 14 oktober 2009                  | Estland - België                 | 2-0                              | WK-kwalificatie 2010             | 0                                |
| 7.                                   | 14 november 2009                 | België - Hongarije               | 3-0                              | Vriendschappelijk                | 0                                |
| 8.                                   | 3 maart 2010                     | België - Kroatië                 | 0-1                              | Vriendschappelijk                | 0                                |
| 9.                                   | 19 mei 2010                      | België - Bulgarije               | 2-1                              | Vriendschappelijk                | 0                                |
| 10.                                  | 11 augustus 2010                 | Finland - België                 | 1-0                              | Vriendschappelijk                | 0                                |
| 11.                                  | 8 oktober 2010                   | Kazachstan - België              | 0-2                              | EK-kwalificatie 2012             | 0                                |
| 12.                                  | 12 oktober 2010                  | België - Oostenrijk              | 4-4                              | EK-kwalificatie 2012             | 90'                              |
| 13.                                  | 29 maart 2011                    | België - Azerbeidzjan            | 4-1                              | EK-kwalificatie 2012             | 0                                |
| 14.                                  | 3 juni 2011                      | België - Turkije                 | 1-1                              | EK-kwalificatie 2012             | 0                                |
| 15.                                  | 10 augustus 2011                 | Slovenië - België                | 0-0                              | Vriendschappelijk                | 0                                |
| 16.                                  | 2 september 2011                 | Azerbeidzjan - België            | 1-1                              | EK-kwalificatie 2012             | 0                                |
| 17.                                  | 6 september 2011                 | België - Verenigde Staten        | 1-0                              | Vriendschappelijk                | 56'                              |
| 18.                                  | 11 oktober 2011                  | Duitsland - België               | 3-1                              | EK-kwalificatie 2012             | 0                                |
| 19.                                  | 29 februari 2012                 | Griekenland - België             | 1-1                              | Vriendschappelijk                | 0                                |
| 20.                                  | 25 mei 2012                      | België - Montenegro              | 2-2                              | Vriendschappelijk                | 0                                |
| 21.                                  | 6 februari 2013                  | België - Slowakije               | 2-1                              | Vriendschappelijk                | 0                                |
| 22.                                  | 14 augustus 2013                 | België - Frankrijk               | 0-0                              | Vriendschappelijk                | 0                                |
| 23.                                  | 6 september 2013                 | Schotland - België               | 0-2                              | WK-kwalificatie 2015             | 0                                |
| 24.                                  | 11 oktober 2013                  | Kroatië - België                 | 1-2                              | WK-kwalificatie 2014             | 0                                |
| 25.                                  | 5 maart 2014                     | België - Ivoorkust               | 2-2                              | Vriendschappelijk                | 0                                |
| 26.                                  | 26 mei 2014                      | België - Luxemburg               | 5-1                              | Vriendschappelijk                | 0                                |
| 27.                                  | 26 juni 2014                     | Zuid-Korea - België              | 0-1                              | Wereldkampioenschap voetbal 2014 | 0                                |
| 28.                                  | 4 september 2014                 | België - Australië               | 2-0                              | Vriendschappelijk                | 0                                |
| 29.                                  | 10 oktober 2014                  | België - Andorra                 | 6-0                              | EK-kwalificatie 2016             | 0                                |
| 30.                                  | 13 oktober 2014                  | Bosnië en Herzegovina - België   | 1-1                              | EK-kwalificatie 2016             | 0                                |
| 31.                                  | 12 november 2014                 | België - IJsland                 | 3-1                              | Vriendschappelijk                | 11'                              |
| 32.                                  | 16 november 2014                 | België - Wales                   | 0-0                              | EK-kwalificatie 2016             | 0                                |
| 33.                                  | 28 maart 2015                    | België - Cyprus                  | 5-0                              | EK-kwalificatie 2016             | 0                                |
| 34.                                  | 31 maart 2015                    | Israël – België                  | 0 – 1                            | EK-kwalificatie 2016             | 0                                |
| 35.                                  | 7 juni 2015                      | Frankrijk - België               | 3 - 4                            | Vriendschappelijk                | 0                                |
| 36.                                  | 12 juni 2015                     | Wales - België                   | 1 - 0                            | EK-kwalificatie 2016             | 0                                |
| 37.                                  | 13 oktober 2015                  | België – Israël                  | 3 – 1                            | EK-kwalificatie 2016             | 0                                |
| 38.                                  | 13 november 2015                 | België – Italië                  | 3 – 1                            | Vriendschappelijk                | 0                                |
| 39.                                  | 29 maart 2016                    | Portugal – België                | 2 – 1                            | Vriendschappelijk                | 0                                |
| Totaal                               | Totaal                           | Totaal                           | Totaal                           | Totaal                           | 3                                |

Bijgewerkt t/m 12 juni 2015

## Trainerscarrière
In mei 2021 ging Lombaerts aan de slag als assistent-trainer bij zijn ex-club KAA Gent. Aanvankelijk zou Lombaerts starten als trainer van de Gentse U16, maar door de interne verschuiving van Peter Balette, die teammanager werd, stelde de club Lombaerts meteen aan als T2. Na twee seizoenen besloot hij zijn aflopende contract niet te verlengen, mede om meer tijd door te brengen met zijn familie.

## Erelijst
| Europees           |    |                              |
| UEFA Cup           | 1× | 2007/08                      |
| UEFA Super Cup     | 1× | 2008                         |
| Nationaal          |    |                              |
| 0Premjer-Liga      | 4× | 2007, 2010, 2011/12, 2014/15 |
| Russische Supercup | 4× | 2008, 2011, 2015, 2016       |
| Beker van Rusland  | 2× | 2009/10, 2015/16             |

## Trivia
- In het seizoen 2005/06, het jaar van zijn doorbraak, haalde Lombaerts de finale van Pinanti is Pinanti, een rubriek van het voetbalprogramma Studio 1 op zondag. Hij verloor in de finale van Désiré Mbonabucya.
- In de Ghelamco Arena is er een bar naar Lombaerts vernoemd.